# Maziarka
Maziarka – osada leśna w Polsce położona w województwie lubelskim, w powiecie kraśnickim, w gminie Gościeradów.
W latach 1975–1998 miejscowość administracyjnie należała do województwa tarnobrzeskiego.

## Etymologia nazwy
Według Słownika geograficznego Królestwa Polskiego z roku 1885 Maziarka, Maziarki alias Maziarnia, są to osady założone po lasach do pędzenia smoły. Nazwa ta występuje na obszarze dawnej Rusi.